# Ladislav Šmíd (ur. 1986)
Ladislav Šmíd (ur. 1 lutego 1986 we Frýdlancie) – czeski hokeista, reprezentant Czech.

## Kariera
- Bílí tygři Liberec U18 (1999-2002)
- Bílí tygři Liberec U20 (2002-2003)
- Bílí tygři Liberec (2003-2005)
  -  Berounští Medvědi (2004)
- Portland Pirates (2005-2006)
- Edmonton Oilers (2006-2013)
  -  Springfield Falcons (2007)
  -  Bílí tygři Liberec (2012-2013)
- Calgary Flames (2013-2017)
- Bílí tygři Liberec (2017-)

Wychowanek klubu Bílí tygři Liberec. W drafcie NHL z 2004 został wybrany przez Anaheim Ducks z numerem 4. Od 2007 roku zawodnik Edmonton Oilers. W lipcu 2011 roku przedłużył kontrakt z klubem o wa lata. Od września 2012 do stycznia 2013 roku na okres lokautu w sezonie NHL (2012/2013) związał się z macierzystym klubem Bílí tygři Liberec. Od listopada 2013 zawodnik. Od maja 2017 ponownie zawodnik klubu z Liberca.
Uczestniczył w turniejach mistrzostw świata w 2007, 2013.
Ladislav Šmíd (ur. 1938) to także czechosłowacki hokeista, olimpijczyk z 1964.

## Sukcesy i nagrody
Reprezentacyjne
- Brązowy medal mistrzostw świata juniorów do lat 18: 2004
- Brązowy medal mistrzostw świata Juniorów do lat 20: 2005

Klubowe
- Brązowy medal mistrzostw Czech: 2005 z Bílí tygři Liberec
- Mistrzostwo dywizji AHL: 2006 z Portland Pirates
- Frank Mathers Trophy: 2006 z Portland Pirates
- Emile Francis Trophy: 2006 z Portland Pirates

Indywidualne
- Mistrzostwa świata juniorów do lat 18 w 2004:
  - Skład gwiazd turnieju
- Sezon NHL (2006/2007):
  - NHL YoungStars Roster